# Toro Rosso STR10
Toro Rosso STR10 byl vůz Formule 1, se kterým tým Scuderia Toro Rosso závodil v sezóně 2015. Řídili jej Max Verstappen a Carlos Sainz Jr.

## Design
Vůz byl představen 31. ledna 2015.  Toro Rosso představilo značně upravený vůz STR10 pro závěrečné předsezónní testy na okruhu v Barceloně koncem února s kratší přídí, novou aerodynamikou a novým zavěšením. Podle technického ředitele týmu Jamese Keye byl tento revidovaný vůz STR10 "ve skutečnosti 'skutečným' závodním vozem."

## Průběh sezóny
Vůz se po celou sezónu ukázal jako konkurenceschopný, dokázal získat 67 bodů a dvě 4. místa, která zajel Verstappen při Grand Prix Maďarska a Grand Prix USA. Díky těmto výsledkům zakončil tým Toro Rosso sezónu na 7. místě v šampionátu konstruktérů, 11 bodů za Lotusem, který byl poháněný motory Mercedes. Jednalo se o poslední sezónu, kdy byl tým Toro Rosso poháněný motory Renault. Od sezóny 2016 se tým vrátil k pohonným jednotkám Ferrari.

## Kompletní výsledky ve Formuli 1
| Legenda k tabulce | Legenda k tabulce                                                                       |
| Barva             | Výsledek                                                                                |
| ----------------- | --------------------------------------------------------------------------------------- |
| Zlatá             | Vítěz                                                                                   |
| Stříbrná          | 2. místo                                                                                |
| Bronzová          | 3. místo                                                                                |
| Zelená            | Bodované umístění                                                                       |
| Modrá             | Nebodované umístění                                                                     |
| Modrá             | Dokončil neklasifikován (NC)                                                            |
| Fialová           | Odstoupil (Ret)                                                                         |
| Červená           | Nekvalifikoval se (DNQ)                                                                 |
| Červená           | Nepředkvalifikoval se (DNPQ)                                                            |
| Černá             | Diskvalifikován (DSQ)                                                                   |
| Bílá              | Nestartoval (DNS)                                                                       |
| Bílá              | Závod zrušen (C)                                                                        |
| Světle modrá      | Pouze trénoval (PO)                                                                     |
| Světle modrá      | Páteční testovací jezdec (TD)                                                           |
| Bez barvy         | Netrénoval (DNP)                                                                        |
| Bez barvy         | Vyřazen (EX)                                                                            |
| Bez barvy         | Nepřijel (DNA)                                                                          |
| Bez barvy         | Odvolal účast (WD)                                                                      |
| Bez barvy         | Nezúčastnil se (prázdné)                                                                |
| Označení          | Význam                                                                                  |
| Tučnost           | Pole position                                                                           |
| Kurzíva           | Nejrychlejší kolo                                                                       |
| †                 | Jezdec nedojel do cíle, ale byl klasifikován, protože odjel více než 90 % délky závodu. |
| ‡                 | Byl udělován poloviční počet bodů, protože bylo odjeto méně než 75 % délky závodu.      |
| Horní index       | Umístění bodujících jezdců ve sprintu                                                   |

| Rok  | Tým                 | Motor                  | Pneumatiky | Jezdci           | 1   | 2   | 3   | 4   | 5   | 6   | 7   | 8   | 9   | 10  | 11  | 12  | 13  | 14  | 15  | 16  | 17  | 18  | 19  | Body | Umístění |
| ---- | ------------------- | ---------------------- | ---------- | ---------------- | --- | --- | --- | --- | --- | --- | --- | --- | --- | --- | --- | --- | --- | --- | --- | --- | --- | --- | --- | ---- | -------- |
| 2015 | Scuderia Toro Rosso | Renault Energy F1-2015 | P          |                  | AUS | MAL | CHN | BHR | ESP | MON | CAN | AUT | GBR | HUN | BEL | ITA | SIN | JPN | RUS | USA | MEX | BRA | ABU | 67   | 7. místo |
| 2015 | Scuderia Toro Rosso | Renault Energy F1-2015 | P          | Max Verstappen   | Ret | 7   | 17† | Ret | 11  | Ret | 15  | 8   | Ret | 4   | 8   | 12  | 8   | 9   | 10  | 4   | 9   | 9   | 16  | 67   | 7. místo |
| 2015 | Scuderia Toro Rosso | Renault Energy F1-2015 | P          | Carlos Sainz Jr. | 9   | 8   | 13  | Ret | 9   | 10  | 12  | Ret | Ret | Ret | Ret | 11  | 9   | 10  | Ret | 7   | 13  | Ret | 11  | 67   | 7. místo |